# Crime en droit canadien
Pour un article plus général, voir Crime.
En droit pénal canadien, la notion de crime doit se comprendre à la lumière des règles et concepts du Code criminel. Il existe deux catégories d'infractions criminelles dans le Code criminel : l'acte criminel et l'infraction punissable sur déclaration de culpabilité par procédure sommaire.

## Diversité des infractions criminelles au Code criminel
En langage courant, le mot crime est utilisé comme synonyme d'infraction d’acte criminel au Code criminel. La notion de crime au Code criminel n'a pas la même connotation que la notion de crime en France, car elle inclut autant des infractions très graves comme le meurtre, des infractions moyennement graves comme la trafic d'armes et certaines infractions qui ne sont pas particulièrement graves comme l'infraction de tricher au jeu ou l'infraction de célébration d'un mariage sans autorisation. Il n'existe pas de notion de délit pénal dans le Code criminel, de sorte que plusieurs actes qui seraient considérés comme des délits pénaux dans d'autres pays peuvent être poursuivis comme des actes criminels par le ministère public lorsqu'ils entrent dans la catégorie des infractions hybrides.

## Échelle de gravité des infractions au Code criminel
Sur l'échelle de la gravité des infractions du Code criminel, il y a trois regroupements d'infractions :
- 1) les actes criminels purs, qui sont les plus graves, où le procureur du ministère public n'a pas l'option de poursuivre par procédure sommaire (par ex. le meurtre, art. 235 C.cr[7].)
- 2) les infractions hybrides, qui sont au milieu de l'échelle, où le procureur du ministère public peut accuser quelqu'un soit d'un acte criminel, soit d'une infraction sommaire (par ex. l'agression sexuelle simple, puisque cette infraction peut inclure autant des simples attouchements que des attentats à la pudeur ou des viols, art. 271 C.cr[8].)
- 3) les infractions sommaires pures, au bas de l'échelle de la gravité, où seule la poursuite par procédure sommaire est possible (par ex l'infraction de nudité, art. 174 C.cr[9].)

Étant donné que les infractions sommaires pures sont rares et que les actes criminels purs sont réservés aux crimes graves, la grande majorité des crimes entre dans la catégorie des infractions hybrides, ce qui signifie que ces crimes sont susceptibles d'être poursuivis soit comme acte criminel, soit comme infraction sommaire.

## Crimes les plus graves au Code criminel
Le Code criminel énumère ce qu'il considère être les crimes les plus graves à l'art. 469 C.cr : 
- meurtre
- trahison
- intimider le Parlement ou une législature
- incitation à la mutinerie
- infractions séditieuses
- piraterie, actes de piraterie
- les tentatives et complots pour commettre les infractions précédemment mentionnées (à l'exception de la tentative de meurtre)
- les crimes contre l'humanité
- la complicité après le fait d'un meurtre, d'une trahison ou d'une haute trahison
- la corruption par le détenteur de fonctions judiciaires.

## Éléments constitutifs d'une infractionen common law
Dans les systèmes juridiques de la common law, un individu ne devient criminel que lorsque les trois éléments fondamentaux constituant le crime sont réunis, à savoir : 
- l'acte coupable (actus reus)
- la culpabilité morale (mens rea)
- le lien de causalité.

Le principe de la responsabilité criminelle d'un individu se résume par la phrase latine : « Actus non facit reum nisi mens sit rea » qui signifie que l'acte ne rend pas un individu criminel à moins d'un esprit criminel.
Généralement, une infraction est considérée être un crime si elle porte atteinte au bien-être collectif de la société ou si elle déroge significativement des normes socio-culturelles qui dictent la conduite normale d'une personne.